# SMS Erzherzog Ferdinand Max (1905.)
Za oklopnu fregatu koja je sudjelovala u Viškome boju 1866. vidi SMS Erzherzog Ferdinand Max.
SMS Erzherzog Ferdinand Max, predreadnought bojni brod koji je izgradila Austro-ugarska ratna mornarica 1902. godine. Kao posljednji brod klase Erzherzoga Karla porinut je 21. svibnja 1905. godine. Uključen je u III. diviziju bojnih brodova.